# زوج الأم (فلم)
زوج الأم (بالإنجليزية: The Stepfather) هو فيلم إثارة تم إنتاجه سنة 2009.

## بطولة
- ديلان والش
- سيلا وورد
- بن بادغلي
- آمبر هيرد

## القصة
قصة الفيلم عن شاب يدعى مايكل يعود من رحلة تدريبه العسكري إلى المنزل , فيجد امه المطلقة سوزان, تحب شخص يدعى دايفد و قريباً سيصبح أبا ً له , لا تروق الفكرة لمايكل بل يشرع لتحري عن دايفد و سرعانما يكشف حقائق مربكة عنه , يخبر مايكل امه بالشكوك التي تراوده لكن امه لا تتقبل شكوكه و لا تسمع له , و عندما يصارح مايكل دايفد اباه في التبني—يصبح دايفد اشد عصبية و ارتباكاً , و عندما يجد مايكل دليلاً يثبة شكوكه على الأب المزيف دايفد , تصبح المشكلة اعمق و يبدأ دايفيد بالتخلص منهم.

## الميزانية والإيرادات
بلغت تكلفة إنتاج الفيلم حوالي 20 مليون دولار بينما حقق أرباحا تقدر بـ 31,198,531 دولار.

## روابط خارجية
- مقالات تستعمل روابط فنية بلا صلة مع ويكي بيانات